# Ripalta Guerina
Ripalta Guerina ist eine norditalienische Gemeinde (comune) in der Provinz Cremona in der Lombardei. Die Gemeinde liegt etwa 31,5 Kilometer nordwestlich von Cremona am Serio und am Parco del Serio.

## Verkehr
Durch die Gemeinde führt die frühere Strada statale 591 Cremasca (heute: Provinzstraße) von Bergamo nach Codogno.